# Olsbrücken
Olsbrücken est une municipalité de la Verbandsgemeinde Otterbach, dans l'arrondissement de Kaiserslautern, en Rhénanie-Palatinat, dans l'ouest de l'Allemagne.

## Références

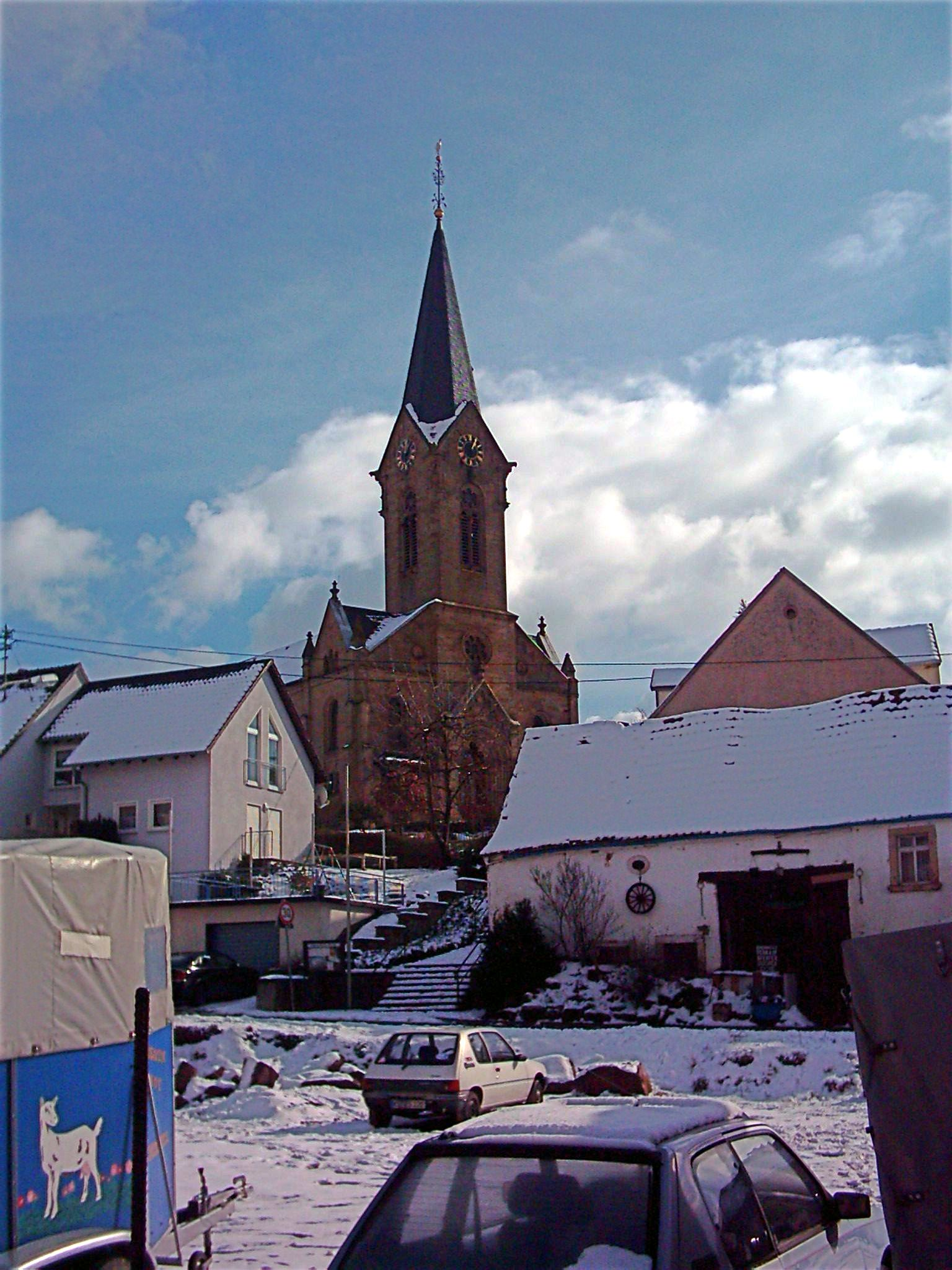
Église protestante, 1884-1885 par Ludwig Levy
Localisation d'Olsbrücken dans la Verbandsgemeinde et dans l'arrondissement